# ملمیجان
ملمیجان Malmijan که در لری به آن مَل میون malmiyun گفته می‌شود روستایی است در شهرستان بروجرد در استان لرستان. این روستا در شمال این شهرستان قرار گرفته و فاصله آن از شهر بروجرد ۱۲ کیلومتر است. ملمیجان در دهستان گودرزی از توابع بخش اشترینان شهرستان بروجرد قرار دارد. این روستا در نزدیکی جاده بروجرد - ملایر قرار گرفته و تا شهر اشترینان کمتر از ۳ کیلومتر فاصله دارد.

## جمعیت
بنابر سرشماری مرکز آمار ایران، جمعیت ملمیجان در سال ۱۳۸۵، برابر با ۷۰۵ نفر بوده‌است که ۳۵۲ نفر آنان مرد و بقیه زن بوده‌اند.